# Mouton indigène des Bahamas
Le Mouton indigène des Bahamas (en anglais : Bahama Native sheep) est une race de mouton domestique à poils, élevée pour sa viande aux Bahamas. Il fait partie du groupe des moutons à poils américains.

## Description
C'est un mouton à poils de taille moyenne. Il est blanc avec des taches noires ou brunes. Le bélier est le seul à porter des cornes. Il pèse en moyenne 65 kg pour une hauteur moyenne au garrot de 75 cm. La femelle est plus petite et bien plus légère avec un poids moyen de 37 kg pour une hauteur de 68 cm. La queue est longue et mince.
Faisant partie du groupe des moutons à poils américains, la race descend de races africaines importées. Elle a également été influencée par des apports d'autres races : la Barbados Black Belly (en), la Wiltshire Horn (en) et la Cadzow Improver.

## Élevage et production
L'élevage ovin est peu développé aux Bahamas. En 1990, c'est l'aviculture qui fournit plus de 90 % de la valeur de production du secteur élevage. La population ovine y était faible et les animaux élevés étaient surtout destinés à de l'autoconsommation. La viande de mouton commercialisée sur les îles était essentiellement de la viande importée. 
Malgré des tentatives de développement, cet élevage reste minoritaire. Près de la moitié des moutons sont élevés dans de petites exploitations. Sortis en journée pour pâturer, ils sont rentrés tous les soirs pour les protéger d'animaux errants et des vols. Ils sont nourris de plantes locales et de restes de cultures, mais leur alimentation peut être complétée par d'autres éléments récoltés ou importés comme Cocolobis floridana, Guaiacum officinale, Leucaena leucocephala et Bursera simaruba ou du fourrage et du maïs,. 
La race est prolifique . Les brebis peuvent avoir trois agnelages en deux ans. Elles donnent naissance à un ou deux agneaux. Le jeune pèse en moyenne 3,3 kg à la naissance et 25 kg à 90 jours. 
L'état exact de la population est inconnu. En 1977, elle était évaluée à 31 000 têtes mais en 1999, la population ovine du pays (toutes races confondues) était évaluée à 6 000 têtes.